# 2198
Năm 2198. Trong lịch Gregory, nó sẽ là năm thứ 2198 của Công nguyên hay của Anno Domini; năm thứ 198 của thiên niên kỷ thứ 3 và năm thứ 98 của thế kỷ 22; và năm thứ chín của thập niên 2190.